# Lucky Daye
Lucky Daye, pseudonimo di David Debrandon Brown (New Orleans, 25 settembre 1985), è un cantautore statunitense. Legato a Keep Cool e RCA Records, nel corso della sua carriera ha pubblicato tre album e tre EP, oltre a vincere un Grammy Awards nella categoria "progressive R&B album".

## Biografia
Cresciuto a New Orleans da una famiglia la cui religione vietava l'ascolto di musica contemporanea, Brown si avvicina ciononostante alla musica R&B grazie all'ascolto di artisti come Prince, Lauryn Hill, Rick James e Stevie Wonder. Si trasferisce dunque ad Atlanta per perseguire l'obiettivo di diventare un musicista. Brown fa il suo debutto ufficiale nel 2005, anno in cui tenta la strada televisiva concorrendo nel talent show American Idol, partecipando al programma con il suo nome reale. Si afferma successivamente come autore per altri artisti, scrivendo nel corso degli anni per interpreti come Boyz II Men, Mary J. Blige, Ne-Yo, Ella Mai, Trey Songz, Keith Sweat e Keke Palmer.
Nel 2018, Brown firma un contratto discografico con Keep Cool e RCA Records e pubblica il singolo Roll Some Mo. Nei mesi successivi pubblica prima l'EP I e poi, a inizio 2019, l'album Planted, a cui segue la sua prima tournée nordamericana intitolata proprio The Planted Tour. Sempre nel 2019 fa da opening act per alcuni concerti di Ella Mai e Khalid e pubblica il suo secondo EP II. Queste pubblicazioni gli permettono di ottenere 4 nomination ai Grammy Awards 2020. Sempre nel 2020 realizza varie collaborazioni con artisti come Kehlani e Kiana Ledé.
Nel 2021 l'artista pubblica il suo terzo EP, Table for Two, che include collaborazioni con Ari Lennox e Joyce Wrice, e si esibisce durante i Soul Train Music Awards. Nel 2022 ottiene due nomination ai Grammy Awards, vincendo nella categoria al miglior album R&B progressivo, e pubblica il suo secondo album CandyDrip, a cui fa immediatamente seguito un tour nordamericano. L'album raggiunge la posizione la posizione 69 nella Billboard 200; contestualmente, il singolo Over diventa il suo primo brano ad entrare nella Billboard Hot 100. Nel 2023 riceve due candidature ai Grammy Awards per l'album e il singolo, e altre tre come autore per Good Morning Gorgeous di Mary J. Blige e per aver coscritto la traccia Alien Superstar dell'album  Renaissance di Beyoncé.
Nel 2023 collabora nel brano Stay con Alicia Keys contenuto nella riedizione dell'album Keys, ottenendo la prima candidatura agli MTV Video Music Award al miglior video R&B. Successivamente collabora nel brano Smoke con Victoria Monét, ottenendo una candidatura ai NAACP Image Award. Il 28 giugno 2024 pubblica il terzo album in studio Algorithm grazie al quale ottiene due candidature ai Grammy Awards 2025, vincendo nella categoria miglior interpretazione R&B tradizionale per il singolo That's You.

## Discografia

### Album in studio
- 2019 – Painted
- 2022 – CandyDrip
- 2024 – Algorithm

### EP
- 2018 – I
- 2019 – II
- 2021 – Table for Two

### Singoli
- 2018 – Roll Some Mo
- 2019 – Karma
- 2019 – Love You Too Much
- 2019 – Buying Time
- 2019 – Fly
- 2020 – All About You (con Leon Bridges)
- 2020 – Feed the Fire (con SG Lewis)
- 2021 – On Read (con Tiana Major9)
- 2021 – Running Blind
- 2021 – Over
- 2022 – CandyDrip

## Riconoscimenti
- Grammy Awards
  - 2025 – Miglior interpretazione R&B tradizionale per That's You[13]
  - 2025 – Candidatura al miglior album R&B per Algorithm